# Triathlon de Tiszaújváros
Le Triathlon de Tiszaújváros est une course qui se déroule à Tiszaújváros, en Hongrie. Il a lieu tous les ans depuis 1997.
Organisé par l'ITU, ce triathlon est un événement majeur dans le calendrier international du fait de son label « World Cup ».

## Palmarès

### Masculin
| 2024 | Csongor Lehmann (HUN) 53 min 05 s                        | Connor Bentley (GBR) 53 min 14 s                         | Valentin Morlec (FRA) 53 min 19 s                        |                                                          |                                                          |                                                          |                                                          |
| 2023 | Csongor Lehmann (HUN) 52 min 18 s                        | Sergio Baxter Cabrera (ESP) 52 min 26 s                  | Alberto González García (ESP) 52 min 32 s                |                                                          |                                                          |                                                          |                                                          |
| 2019 | Eli Hemming (USA) 53 min 43 s                            | Ryan Fisher (AUS) 53 min 44 s                            | Wian Sullwald (ZAF) 53 min 44 s                          |                                                          |                                                          |                                                          |                                                          |
| 2018 | La finale masculine est annulée à la suite d'une tempête | La finale masculine est annulée à la suite d'une tempête | La finale masculine est annulée à la suite d'une tempête | La finale masculine est annulée à la suite d'une tempête | La finale masculine est annulée à la suite d'une tempête | La finale masculine est annulée à la suite d'une tempête | La finale masculine est annulée à la suite d'une tempête |
| 2017 | Bence Bicsák (HUN) 54 min 58 s                           | Dmitry Polyanskiy (RUS) 55 min 13 s                      | Ilya Prasolov (RUS) 55 min 18 s                          |                                                          |                                                          |                                                          |                                                          |
| 2016 | Dmitry Polyanskiy (RUS) 54 min 00 s                      | Igor Polyanskiy (RUS) 54 min 06 s                        | Tamás Tóth (HUN) 54 min 11 s                             |                                                          |                                                          |                                                          |                                                          |
| 2015 | Igor Polyanskiy (RUS) 54 min 11 s                        | Gábor Faldum (HUN) 54 min 18 s                           | Andreas Schilling (DEN) 54 min 24 s                      |                                                          |                                                          |                                                          |                                                          |
| 2014 | Ákos Vanek (HUN) 53 min 51 s                             | Rostislav Pevtsov (AZE) 53 min 52 s                      | Gábor Faldum (HUN) 53 min 58 s                           |                                                          |                                                          |                                                          |                                                          |
| 2013 | Florin Salvisberg (SUI) 53 min 46 s                      | Francesc Godoy (ESP) 53 min 54 s                         | Frédéric Belaubre (FRA) 53 min 58 s                      |                                                          |                                                          |                                                          |                                                          |
| 2012 | Pierre Le Corre (FRA) 51 min 54 s                        | Aurélien Raphaël (FRA) 52 min 05 s                       | Anthony Pujades (FRA) 52 min 10 s                        |                                                          |                                                          |                                                          |                                                          |
| 2011 | Brent McMahon (CAN) 1 h 48 min 16 s                      | Aaron Harris (GBR) 1 h 48 min 22 s                       | Ákos Vanek (HUN) 1 h 48 min 43 s                         |                                                          |                                                          |                                                          |                                                          |
| 2010 | Reinaldo Colucci (BRA) 1 h 49 min 07 s                   | Crisanto Grajales (MEX) 1 h 49 min 09 s                  | Martin Krňávek (CZE) 1 h 49 min 13 s                     |                                                          |                                                          |                                                          |                                                          |
| 2009 | Dmitry Polyansky (RUS) 1 h 48 min 46 s                   | Alexander Bryukhankov (RUS) 1 h 48 min 55 s              | Ivan Tutukin (RUS) 1 h 49 min 50 s                       |                                                          |                                                          |                                                          |                                                          |
| 2008 | Javier Gomez (ESP) 1 h 51 min 31 s                       | Brad Kahlefeldt (AUS) 1 h 51 min 50 s                    | Steffen Justus (GER) 1 h 52 min 15 s                     |                                                          |                                                          |                                                          |                                                          |
| 2007 | Javier Gomez (ESP) 1 h 47 min 44 s                       | Kris Gemmell (NZL) 1 h 47 min 52 s                       | Frédéric Belaubre (FRA) 1 h 48 min 03 s                  |                                                          |                                                          |                                                          |                                                          |
| 2006 | Brad Kahlefeldt (AUS) 1 h 44 min 07 s                    | Jan Frodeno (GER) 1 h 44 min 11 s                        | Dmitriy Gaag (KAZ) 1 h 44 min 19 s                       |                                                          |                                                          |                                                          |                                                          |
| 2005 | Dmitriy Gaag (KAZ) 1 h 45 min 52 s                       | Brad Kahlefeldt (AUS) 1 h 45 min 52 s                    | Courtney Atkinson (AUS) 1 h 46 min 08 s                  |                                                          |                                                          |                                                          |                                                          |
| 2004 | Shane Reed (NZL) 1 h 41 min 33 s                         | Stéphane Poulat (FRA) 1 h 42 min 19 s                    | Volodymyr Polikarpenko (UKR) 1 h 42 min 45 s             |                                                          |                                                          |                                                          |                                                          |
| 2003 | Volodymyr Polikarpenko (UKR) 1 h 46 min 28 s             | Dmitriy Gaag (KAZ) 1 h 46 min 40 s                       | Andrew Johns (GBR) 1 h 46 min 49 s                       |                                                          |                                                          |                                                          |                                                          |
| 2002 | Craig Walton (AUS) 1 h 45 min 03 s                       | Volodymyr Polikarpenko (UKR) 1 h 45 min 32 s             | Martin Krňávek (CZE) 1 h 45 min 51 s                     |                                                          |                                                          |                                                          |                                                          |
| 2001 | Martin Krňávek (CZE) 1 h 44 min 16 s                     | Dmitriy Gaag (KAZ) 1 h 44 min 29 s                       | Stéphane Poulat (FRA) 1 h 44 min 43 s                    |                                                          |                                                          |                                                          |                                                          |
| 2000 | Martin Krňávek (CZE) 1 h 45 min 29 s                     | Shane Reed (NZL) 1 h 46 min 03 s                         | Csaba Kuttor (HUN) 1 h 46 min 10 s                       |                                                          |                                                          |                                                          |                                                          |
| 1999 | Hamish Carter (NZL) 1 h 44 min 50 s                      | Shane Reed (NZL) 1 h 45 min 00 s                         | Volodymyr Polikarpenko (UKR) 1 h 45 min 19 s             |                                                          |                                                          |                                                          |                                                          |
| 1998 | Hamish Carter (NZL) 1 h 48 min 24 s                      | Dmitriy Gaag (KAZ) 1 h 48 min 52 s                       | Trent Chapman (AUS) 1 h 49 min 22 s                      |                                                          |                                                          |                                                          |                                                          |
| 1997 | Craig Walton (AUS) 1 h 46 min 19 s                       | Greg Bennett (USA) 1 h 46 min 47 s                       | Chris McCormack (AUS) 1 h 47 min 05 s                    |                                                          |                                                          |                                                          |                                                          |

### Féminin
| Épreuves | Or                                         | Argent                                    | Bronze                                     |
| -------- | ------------------------------------------ | ----------------------------------------- | ------------------------------------------ |
| 2024     | Annika Koch (GER) 59 min 17 s              | Vicky Holland (GBR) 59 min 23 s           | Diana Isakova 59 min 40 s                  |
| 2023     | Tilda Månsson (SWE) 58 min 45 s            | Noelia Juan (ESP) 58 min 46 s             | Jolien Vermeylen (BEL) 58 min 50 s         |
| 2019     | Emma Jeffcoat (AUS) 59 min 28 s            | Sara Vilic (AUT) 59 min 29 s              | Kelly-Ann Perkins (AUS) 59 min 29 s        |
| 2018     | Sophie Coldwell (GBR) 59 min 2 s           | Melanie Santos (POR) 59 min 18 s          | Chelsea Burns (USA) 59 min 28 s            |
| 2017     | Renee Tomlin (USA) 1 h 00 min 45 s         | Léonie Périault (FRA) 1 h 00 min 46 s     | Maaike Caelers (NED) 1 h 00 min 51 s       |
| 2016     | Renée Tomlin (USA) 1 h 00 min 02 s         | Yuliya Yelistratova (UKR) 1 h 00 min 20 s | Elena Danilova (RUS) 1 h 00 min 25 s       |
| 2015     | Felicity Sheedy-Ryan (AUS) 1 h 00 min 54 s | Audrey Merle (FRA) 1 h 00 min 55 s        | Sara Dossena (ITA) 1 h 00 min 56 s         |
| 2014     | Rachel Klamer (NED) 59 min 31 s            | Margit Vanek (HUN) 59 min 38 s            | Pâmella Oliveira (BRA) 59 min 45 s         |
| 2013     | Katie Hursey (USA) 1 h 00 min 25 s         | Aileen Reid (IRL) 1 h 00 min 52 s         | Sara Vilic (AUT) 1 h 00 min 58 s           |
| 2012     | Ashleigh Gentle (AUS) 58 min 39 s          | Maaike Caelers (NED) 58 min 43 s          | Annamaria Mazzetti (ITA) 59 min 19 s       |
| 2011     | Gwen Jorgensen (USA) 1 h 59 min 54 s       | Annamaria Mazzetti (ITA) 2 h 00 min 02 s  | Irina Abysova (RUS) 2 h 00 min 18 s        |
| 2010     | Yuliya Yelistratova (UKR) 2 h 01 min 01 s  | Jodie Swallow (GBR) 2 h 01 min 02 s       | Carla Moreno (BRA) 2 h 01 min 10 s         |
| 2009     | Kate McIlroy (NZL) 2 h 00 min 48 s         | Irina Abysova (RUS) 2 h 00 min 52 s       | Felicity Sheedy-Ryan (AUS) 2 h 01 min 24 s |
| 2008     | Andrea Whitcombe (GBR) 2 h 02 min 47 s     | Felicity Abram (AUS) 2 h 03 min 33 s      | Mariana Ohata (BRA) 2 h 04 min 06 s        |
| 2007     | Samantha Warriner (NZL) 2 h 00 min 11 s    | Emma Moffatt (AUS) 2 h 00 min 31 s        | Debbie Tanner (NZL) 2 h 00 min 35 s        |
| 2006     | Joelle Franzmann (GER) 1 h 55 min 40 s     | Mariana Ohata (BRA) 1 h 55 min 55 s       | Leanda Cave (GBR) 1 h 56 min 00 s          |
| 2005     | Annabel Luxford (AUS) 1 h 55 min 12 s      | Christiane Pilz (GER) 1 h 57 min 18 s     | Sheila Taormina (USA) 1 h 57 min 29 s      |
| 2004     | Anja Dittmer (GER) 1 h 52 min 34 s         | Pilar Hidalgo (ESP) 1 h 53 min 00 s       | Lenka Radová (CZE) 1 h 53 min 49 s         |
| 2003     | Anja Dittmer (GER) 1 h 57 min 11 s         | Nadia Cortassa (ITA) 1 h 57 min 15 s      | Emma Snowsill (AUS) 1 h 57 min 18 s        |
| 2002     | Siri Lindley (USA) 1 h 57 min 04 s         | Lenka Zemanová (CZE) 1 h 57 min 15 s      | Tracy Looze (NED) 1 h 57 min 23 s          |
| 2001     | Siri Lindley (USA) 1 h 56 min 47 s         | Wieke Hoogzaad (NED) 1 h 56 min 59 s      | Anja Dittmer (GER) 1 h 57 min 30 s         |
| 2000     | Loretta Harrop (AUS) 1 h 54 min 42 s       | Siri Lindley (USA) 1 h 55 min 16 s        | Stephanie Forrester (GBR) 1 h 56 min 52 s  |
| 1999     | Loretta Harrop (AUS) 1 h 56 min 41 s       | Tracy Hargreaves (AUS) 1 h 57 min 17 s    | Rina Hill (AUS) 1 h 58 min 10 s            |
| 1998     | Loretta Harrop (AUS) 1 h 58 min 42 s       | Wieke Hoogzaad (NED) 2 h 00 min 28 s      | Joanne King (AUS) 2 h 00 min 54 s          |
| 1997     | Emma Carney (AUS) 2 h 00 min 22 s          | Erika Molnár (HUN) 2 h 00 min 40 s        | Mieke Suys (BEL) 2 h 00 min 48 s           |